# Coptacra minuta
Coptacra minuta är en insektsart som beskrevs av Bei-bienko 1968. Coptacra minuta ingår i släktet Coptacra och familjen gräshoppor. Inga underarter finns listade i Catalogue of Life.